# Imperio oculto
Hidden Empire es una novela de ficción de Orson Scott Card. Es el segundo libro de su saga El dúo imperio.

## Argumento
La guerra entre los dos mundos de la derecha y la izquierda colpasa en una guerra real, mediante el uso de armas de alta tecnología, devasta ciudades e invade el campo.
Al final de la novela Imperio, politólogos y asesorores del gobierno advierten que Averell Torrent había maniobrado para conseguir la presidencia de los Estados Unidos. Y ahora que él tiene todo el poder en el país, planea expandir el poder imperial estadounidense en todo el mundo.
La oportunidad viene rápidamente. Hay una nueva plaga mortal en África que está devastando el campo y las ciudades. El presidente Torrent declara lasolidaridad americana con las víctimas, pero todos los lugares de África en cuarentena hasta que se encuentre una vacuna o la enfermedad se consuma por si sola. Manda al capitán Bartolomé Coleman, Cole para sus amigos, para ejecutar las operaciones de socorro y de protección de los científicos estadounidenses que trabajan en la identificación del virus. Si Cole y su equipo pueden morir de la peste, o ser abatidos por las armas del miedo naciones africanas, seria bueno para el. O pueden estar fuera del camino para el bien.